# HD 8121
HD 8121，又名BD-11 248，SAO 147746、HR 388，是一颗恒星，视星等为6.15，位于銀經147.57，銀緯-72.71，其B1900.0坐标为赤經1h 15m 29.8s，赤緯-11° -72.71′ 43″。